# The Hangman at Home – VR
|  | Denne artikel er oprettet af botten Steenthbot ud fra en ekstern database. Den kan derfor have sproglige fejl eller mangler. Denne skabelon kan fjernes efter kontrol af indholdet. |

The Hangman at Home – VR er en dansk eksperimentalfilm fra 2020 instrueret af Michelle Kranot og Uri Kranot.

## Handling
”Hvad tænker bødlen på, når han går hjem om natten fra arbejde?” Inspireret af Carl Sandburgs ikoniske digt fra 1922, udforsker denne VR-oplevelse temaer omkring anerkendelse og deltagelse. Det handler ikke om at hænge mennesker, men om den akavede intimitet der er ved at være et menneske, såvel som forbindelsen mellem at være iagttager, vidne og medskyldig. Den animerede fordybende (immersive) oplevelse inviterer ind til fem sammenvævede historier, som fanger afgørende øjeblikke i fem menneskers liv. The Hangman at Home - VR afslører at vi har langt mere tilfælles end som så og stiller spørgsmål om medansvar.